# Bothriomyrmex pubens
Bothriomyrmex pubens é uma espécie de inseto do gênero Bothriomyrmex, pertencente à família Formicidae.